# Marcos Faerman
Marcos Faerman (Rio Pardo, 5 de abril de 1943 — São Paulo, 12 de fevereiro de 1999) foi um jornalista, professor e administrador cultural brasileiro. Trabalhou em diversos veículos da chamada imprensa alternativa e tornou-se conhecido pela prática do jornalismo literário.

## Vida
Faeman nasceu em Rio Pardo, no Rio Grande do Sul. Durante a adolescência escreveu para jornais estudantis e ingressou no Partido Comunista Brasileiro. Trabalhou no jornal Última Hora, em Porto Alegre, de 1961 até 1964, onde publicou o Caderno de Cultura com Luis Fernando Verissimo. Mudou-se para São Paulo, onde escreveu para o Jornal da Tarde entre 1968 e 1992.  Foi correspondente do Pasquim na capital paulista e da revista ''Ex-''.Fundou o jornal alternativo Versus, bimestral, em 1975, deixando a publicação em 1978.
Em 1970 rompe com o PCB e entra para o Partido Operário Comunista. Foi detido pela Operação Bandeirante durante a ditadura militar brasileira, mas liberado por intervenção da família Mesquita, proprietária do JT. 
Após deixar o jornal Versus, Faerman escreveu para a revista judaica Shalom. Em 1994 dirigiu o Departamento do Patrimônio Histórico de São Paulo, onde publicou a revista Cidade.
Em 1996 tornou-se professor de jornalismo interpretativo na Faculdade Cásper Líbero, onde lecionou até sua morte, em 1999.

## Ler também
- As Palavras Aprisionadas
- Lista de livros indicados por Marcos Faerman
- Faerman - Ponto de Vista
- Literatura e Jornalismo: Marcos Faerman
- Versus, Utopia Impressa
- Marcos Faerman, um humanista radical, por Isabel Vieira
- Observatório da Imprensa - Marcos Faerman (1944-1999), obsessão repórter, por Alfredo Sirkis